# Godbäcktjärnen, Västerbotten
Godbäcktjärnen är en sjö i Skellefteå kommun i Västerbotten och ingår i Bureälvens huvudavrinningsområde. Sjön har en area på 0,0465 kvadratkilometer och ligger 227,4 meter över havet.

## Delavrinningsområde
Godbäcktjärnen ingår i det delavrinningsområde (717296-172364) som SMHI kallar för Mynnar i Neboträsket. Medelhöjden är 182 meter över havet och ytan är 16,96 kvadratkilometer. Det finns inga avrinningsområden uppströms utan avrinningsområdet är högsta punkten. Tobäcken som avvattnar avrinningsområdet har biflödesordning 2, vilket innebär att vattnet flödar genom totalt 2 vattendrag innan det når havet efter 64 kilometer. Avrinningsområdet består mestadels av skog (83 procent). Avrinningsområdet har 0,14 kvadratkilometer vattenytor vilket ger det en sjöprocent på 0,8 procent.